# 基思·卡尼
基思·卡尼（英語：Keith Carney，1970年2月3日—），美国男子冰球运动员，场上位置是后卫。他曾代表美国国家队参加1998年冬季奥林匹克运动会冰球比赛，获得第六名。